# Tisíc let od ráje
Tisíc let od ráje (zkratkou TLOR) je česká metalová kapela založená roku 1994 v Brně kytaristou Honzou a baskytaristkou Hankou. Zprvu hrála mix hardcoru, punk rocku, metalu a dalších stylů. Roku 1996 vyšlo první demo s názvem Trees, debutové eponymní album spatřilo světlo světa v roce 1999. V jejich repertoáru lze najít prvky doom, death, black a gothic metalu.

## Diskografie
Demo nahrávky
- Trees (1996)

Studiová alba
- Tisíc let od ráje (1999)
- Gaia (2002)
- Waves (2008)

Split alba
- Tisíc let od ráje / Mrtvá budoucnost (1996) – split audiokazeta s brněnskou punkovou kapelou Mrtvá budoucnost